# 小手川喜常
小手川 喜常（こてがわ　よしのぶ、1985年3月15日 - ）は、大分県出身の社会人野球の元選手（外野手）。右投左打。現役時代はHondaに所属していた。

## 来歴
大分県立大分商業高等学校から立正大学を経て、2007年に本田技研工業に入社し硬式野球部に入部。長野久義は入社同期にあたる。
2009年には中堅手として、チームの第80回都市対抗野球大会優勝に貢献した。
2017年からは主将に就任。
2018年シーズンをもって退部した。

## 日本代表キャリア
- 第38回IBAFワールドカップ日本代表（2007年）
- 第39回IBAFワールドカップ日本代表（2011年）

## 主な表彰・タイトル
- 社会人ベストナイン（外野手・2009年）